# Ilot de Coz Castel
Pour les articles homonymes, voir Coz (homonymie) et Castel.
Coz Castel est une île appartenant à l'archipel d'îlots sauvages, appelé communément les îles de Buguélès dans les Côtes-d'Armor en Bretagne.
Coz Castel est située sur la côte de granit rose dans le pays historique du Trégor. En breton, Coz Castel signifie « vieux château ». L'île comporte deux maisons dont la première construction remonte aux environs de 1830. Elle abrite également un ancien moulin à pommes en granit. Coz Castel est une île privée.